# Yttrium
Yttrium (chemická značka Y, latinsky Yttrium) je šedý až stříbřitě bílý, přechodný kovový prvek, chemicky silně příbuzný prvkům skupiny lanthanoidů. Hlavní uplatnění nalézá ve výrobě barevných televizních obrazovek.

## Základní fyzikálně-chemické vlastnosti
Yttrium je stříbřitě bílý, středně tvrdý, poměrně vzácný přechodný kov.
Vůči působení vzdušného kyslíku je poměrně stálé, pouze v práškovité formě podléhá za vyšších teplot spontánní oxidaci. Odolává i působení vody, ale snadno se rozpouští ve zředěných minerálních kyselinách, především v kyselině chlorovodíkové (HCl).
Ve sloučeninách se vyskytuje prakticky pouze v mocenství Y3+.
Bylo objeveno v roce 1794 finským chemikem Johanem Gadolinem a poprvé bylo v čisté formě izolováno Friedrichem Wöhlerem roku 1828.
Název získalo podle obce Ytterby u Stockholmu, kde geolog Carl Axel Arrhenius nalezl v roce 1787 do té doby neznámý nerost, který dal Gadolinovi k prozkoumání. Obdobně dostalo název i ytterbium, terbium a erbium.

## Výskyt a výroba
Yttrium je v zemské kůře obsaženo v množství přibližně 28–40 mg/kg. V mořské vodě je jeho koncentrace kolem 0,000 3 mg/l. Ve vesmíru připadá jeden atom yttria na 10 miliard atomů vodíku.
V zemské kůře se čisté yttrium nenachází. Vyskytuje se pouze ve formě sloučenin, ale vždy se jedná o směsné minerály, které obsahují lanthanoidy a v některých případech je yttrium přítomno v uranových rudách. Nejznámějšími průmyslově využívanými surovinami jsou monazitové písky, v nichž převládají fosforečnany ceru a lanthanu a bastnäsity – směsné fluorouhličitany prvků vzácných zemin.
Velká ložiska těchto rud se nalézají v USA, Číně a Vietnamu. Významným zdrojem jsou i fosfátové suroviny – apatity z poloostrova Kola v Rusku. V roce 2018 byl ohlášen nález ložiska bohatého na yttrium, dysprosium, europium a terbium poblíž japonského ostrůvku Minami Torišima (asi 1 850 km jihovýchodně od Tokia).
Vzhledem k omezené dostupnosti hrozil v nejbližších letech kritický nedostatek zdrojů prvku pro technologické využití. Výše uvedený nález by mohl tuto situaci změnit.
Průmyslová výroba yttria vychází obvykle z lanthanoidových rud. Hornina se louží směsí kyseliny sírové a chlorovodíkové a ze vzniklého roztoku solí se přídavkem hydroxidu sodného vysráží hydroxidy yttria a lanthanoidů.
Separace jednotlivých prvků se provádí řadou různých postupů – kapalinovou extrakcí komplexních solí, ionexovou chromatografií nebo selektivním srážením nerozpustných komplexních solí.
Příprava čistého kovu obvykle probíhá redukcí solí yttria vápníkem. Redukci fluoridu yttritého popisuje rovnice:
2 YF3 + 3 Ca → 2 Y + 3 CaF2

## Použití a sloučeniny
Většina světové produkce yttria slouží v současné době jako základní materiál při syntéze luminoforů pro výrobu vakuových obrazovek barevných televizorů. Společně s oxidy europia se sloučeniny yttria nanášejí na vnitřní stranu televizní obrazovky, kde po dopadu urychleného elektronu vydávají červené luminiscenční záření.
Oxidy železa, hliníku a yttria (granáty) Y3Fe5O12 a Y3Al5O12 mají tvrdost až 8,5 Mohsovy stupnice a používají se při výrobě šperků jako levná náhrada diamantu. Nacházejí uplatnění i jako snímací členy akustické energie a při výrobě infračervených laserů.
V metalurgii se přídavky malého množství yttria do slitin hliníku a hořčíku (duralů) značně zvyšuje jejich pevnost. Ve slitinách hliníku navíc zvyšuje vodivost. Tato slitina se používá se do drátů vysokého napětí. Litina s obsahem yttria získává značně vyšší tvárnost a kujnost – tzv. kujná litina. Při výrobě vanadu a některých dalších neželezných kovů slouží yttrium k odstraňování kyslíku – deoxidaci vyráběného kovu.
Při výrobě skla a keramiky působí přídavky oxidu yttritého zvýšení bodu tání, zlepšují odolnost proti tepelnému šoku a snižují tepelnou roztažnost produktu .
Sloučenina (Y1,2Ba0,8CuO4) vykazuje supravodivé vlastnosti i při teplotách kolem 90 K, tedy nad bodem varu kapalného dusíku a je proto perspektivním materiálem pro výrobu prakticky využitelných supravodivých materiálů.